# الكنيسة الإنجيلية البروتستانتية الآشورية

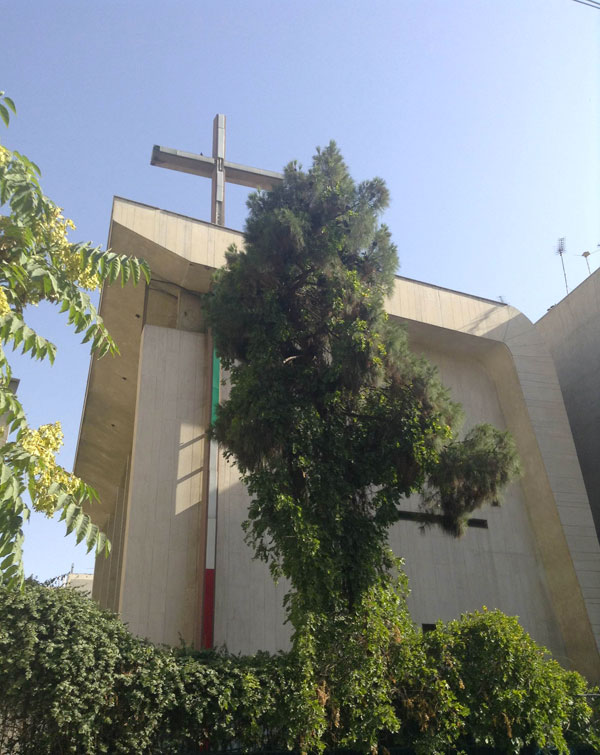

الكنيسة الإنجيلية البروتستانتية الآشورية هي كنيسة تأسست من الآشوريين الذين تحولوا إلى البروتستانتية وهي مشيخية العقيدة لكنها تتميز بحفاظ أتباعها على هويتهم القومية فأسسوا كنيسة منفصلة تستخدم اللغة الآرامية في طقوسها, يتواجد أتباع هذه الكنيسة في إيران والعراق والمهجر. 

## الكنيسة في العراق
تأسست هذه الطائفة في العراق عام 1921 من الآشوريين المتحولين للبروتسانتية والفارين من أورميا في إيران والذين استقروا في العراق. يوجد لها كنيستان في العراق الأولى في بغداد والأخرى في الموصل.